# Peter Lenz (Rennfahrer)

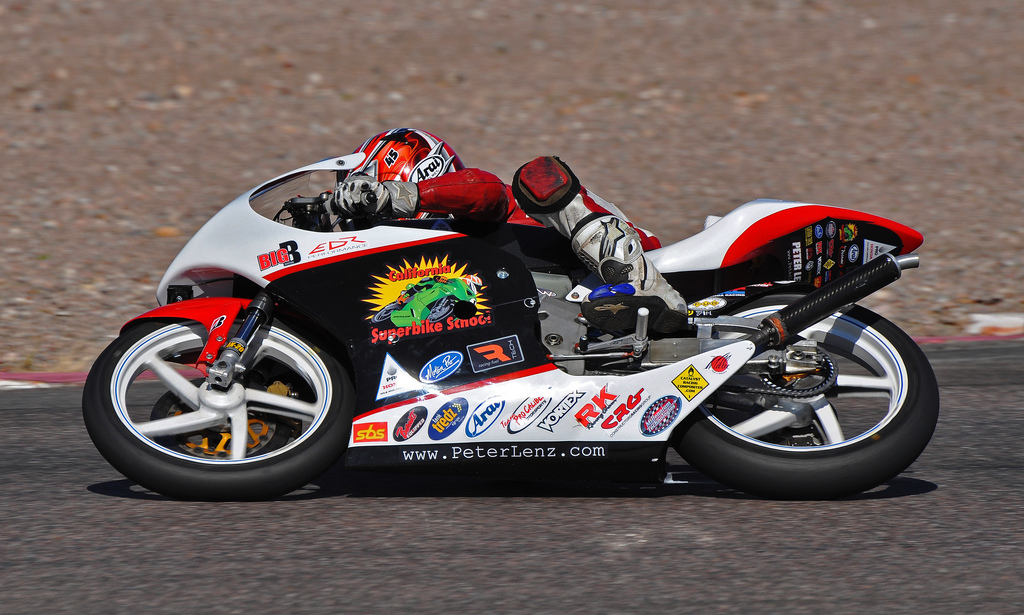
Peter Lenz 2009

Peter James Lenz (* 30. Mai 1997 in Orlando, Florida, Vereinigte Staaten; † 29. August 2010 in Indianapolis, Indiana, Vereinigte Staaten) war ein US-amerikanischer Motorradrennfahrer.

## Karriere
Lenz begann im Alter von fünf Jahren mit dem Motorradfahren. Zunächst fuhr er auf einer Yamaha PW50 und kurz danach auf einer KTM Pro Senior 50, um an Rennen teilzunehmen. Anschließend fuhr er zwei Jahre Pocketbikes, wo er in allen Rennen der letzten Saison ungeschlagen blieb.
Danach fuhr Lenz weitere drei Jahre bei den Minis, mit einer Vielzahl verschiedener Motorräder, unter anderem startete er auf Honda NSR 50, KTM 65 Roadracer, Metrakit 50 und 80 und einer Honda NSR150R.
Mit elf Jahren begann Lenz seine Karriere in einer 125er-Klasse, wo er als bis dahin jüngster Fahrer eine Profilizenz vom US-Motorradverband erhielt und im ersten Jahr viele Unfälle und Verletzungen erlitt.
In der Saison 2010 trat er in 18 Rennen an, wovon er fünf gewann und sich insgesamt 14 Mal unter den ersten drei platzierte.
Peter Lenz gewann 125 Motorradrennen und erreichte weitere 35-mal die Plätze zwei oder drei.

### Tödlicher Unfall
Am Sonntag, dem 29. August 2010, trat Lenz zum Lauf der USGPRU-MD250H-Meisterschaft auf seiner Moriwaki MD250H, dem Einheitsmotorrad der Meisterschaft, an. In der Aufwärmrunde zu diesem Rennen stürzte er auf einem Streckenabschnitt, in dem der Asphalt infolge der Hitze an diesem Tag weich geworden war. Der nachfolgende Fahrer Xavier Zayat konnte nicht mehr ausweichen und überrollte Lenz. Lenz erlag drei Stunden später im Krankenhaus einem stumpfen Trauma am Kopf.

## Persönliches
Lenz und sein Vater waren mit Colin Edwards befreundet. Edwards sagte in einem Interview, er hätte seinen besten Freund und die Welt eines der größten Talente im Motorradsport verloren.